# Rushdy Abaza
Rushdy Said Bughdady Abaza (en árabe: رشدي أباظة) (agosto de 1926 – 27 de julio de 1980) fue un actor egipcio. Miembro de la rica familia Abaza, fue considerado uno de los más encantadores actores en la industria cinematográfica egipcia. Murió de cáncer cerebral a la edad de 53 años.

## Familia
Rushdy Abaza nació en Mansoura, de padre egipcio, Said Abaza, perteneciente a una  de las más ricas y conocidas familias de Egipto, la familia Abaza, y de madre italiana, Tereza Luigi. Rushdy asistió a la escuela en el Colegio Saint-Marc en Alejandría.
De parte de su padre tenía tres medias hermanas, Ragaa, Mounira, Zeinab y un medio hermano, Fikri (actor). De parte de su madre, tenía un medio hermano, Hamed. Solo tuvo una hija llamada Qismat.

## Vida personal
Se casó en cinco ocasiones, pero su única hija nació de su segundo matrimonio con una mujer americana llamada Bárbara.
- Tahiya Karioka, actriz y bailarina egipcia
- Bárbara, madre de su única hija, Qismat
- Samia Gamal, bailarina egipcia (su matrimonio más largo)
- Sabah, famoso cantante libanesa[2]
- Nabila Abaza

## Filmografía
Participó en más de 100 películas de 1948 a 1980, muchas de los cuales protagonizó o coprotagonizó junto a los más notables actores y actrices árabes como en la película de 1972 titulada Mi Querida Hija (en árabe - Ebnati al-Aziza) junto a Najat Al Saghira.

## Cine
- Al-Millionaira al Saghira, también conocida como El Pequeño Millonario (1948)

- fi baytina rajul (1961)
- Zou al-Waghain, a.k.a. El Hombre con Dos Caras (1949)

- Amina, de 1950.
- imraa min nar, a.k.a. Una Mujer de Fuego de 1950

- Al-Osta Hassan, a.k.a. Hassan el Artesano (1952)
- El-Montasser, a.k.a. El Conquistador (1952)
- Awladi, a.k.a. Mis Hijos (1952)

- Shamm al-Nesseem, a.k.a El Festival De La Primavera (1953)
- Mouamara, a.k.a La conspiración (1953)

- Erham Domouie, a.k.a Lástima de mis lágrimas (1955)
- Enni Rahhela, a.k.a Me Salen (1955)
- Gaaluni Mogremann, a.k.a Me hicieron un asesino (1955)
- Arayess Fel-Mazad, a.k.a Las novias para la subasta (1955)
- La fortuna carrée a.k.a La Plaza De La Fortuna (1955)

- Mann al-Qattel?, a.k.a ¿Quién es el asesino? (1956)
- Mawed Gharam, a.k.a Cita de amor (1956)
- Bahr al-Gharam, a.k.a Mar de amor (1956)
- Ismaeel Yassin fel-Boliss, a.k.a Ismaeel Yassin en la Policía (1956)
- Ezzay Ansak, a.k.a ¿Cómo me olvido de ti? (1956)
- Los Diez Mandamientos (1956)
- Dalila (1956)

- Tamr Henna, a.k.a Tamarindo (1957)
- Port Said (1957)
- Lan Abki Abadan, a.k.a No voy a llorar (1957)

- Jamila, el Argelino, a.k.a. Jamila Buhreid (1958)
- Emraa fel-Tareeq, a.k.a Una mujer en la carretera (1958)
- La Anam, a.k.a Insomnio (1958)
- Soultan, 1958.
- Tareeq al-Ammal, a.k.a El Camino de la Esperanza (1958)
- Toggar al Foso, a.k.a La muerte de los comerciantes. (1958)
- Qoloob al-Azara, a.k.a Los corazones de las vírgenes (1958)

- Seraa Fel-Nil, a.k.a La lucha por el Nilo (1959)
- Ana Baree a.k.a Yo soy inocente (1959)
- Bafakkar Sonnoli Nassini, a.k.a El pensamiento de que se olvidó de mí (1959)
- Qatte' Tareeq, a.k.a. El salteador de caminos (1959)
- Maleesh Gherak, a.k.a Yo No Tengo Ninguno Pero (1959)
- Samraa Sina, a.k.a La Morena de Sinaí (1959)

Década de 1960
- Al-Moraheqat, a.k.a Adolescentes (película)
- Ana wa Ommi, a.k.a Mi madre y yo
- Kholkhal Habeebi, a.k.a Mi Amor es Bugle
- Leqaa Fil-Ghoroob, a.k.a. Reunión en la puesta del sol
- Malak wa Satan, a.k.a Ángel y demonio
- Mufattesh al-Mabaheth, a.k.a El Inspector De La Policía
- Nehayat al-Tareeq, a.k.a Final de la carretera
- Al-Raggol al-Thani, a.k.a El segundo hombre
- Ya Habeebi, a.k.a Mi amado

- Bela Awdah, a.k.a No Retorno
- Fi Bayttena Raggol, a.k.a Hay un hombre en nuestra casa
- Él Talata
- Encimera de wa Herman, a.k.a. El amor y la privación
- Qalb Fi Zalam, a.k.a Corazón en las sombras
- Al-Zogah Raqam Talattashar, a.k.a Esposa Número 13

- Wa Islamah, a.k.a Oh Islam
- Sett el-Banato, a.k.a La Señora de Todas las Mujeres
- Ah Menn Eva, a.k.a. Tenga cuidado de Eva
- Shahidat al-Encimera de al-Elahi, a.k.a Mártir del Amor Divino

- La Waqt lel-Vitrocerámica, a.k.a No hay tiempo para el amor
- Al-Maganin Fi Naeem, a.k.a Los Locos Están en Bliss
- Tareeq al-Satan, a.k.a El Camino del Diablo
- Al-Saherra al Saghira, a.k.a La Joven Encantadora
- Aroos al-Nil, a.k.a La novia del Nilo

- Al-Tareeq, a.k.a. El Camino .
- Al-Shayatin al-Talata, a.k.a Los Tres Diablos

- Saghira Ala Al-Vitrocerámica, a.k.a Demasiado Joven para el Amor
- Zawga Menn París, a.k.a Una mujer de París
- Howa wal-Nessaa, a.k.a Él y la mujer
- Al-Moshagheboon, a.k.a Alborotadores
- Shaqqet Al-Talabba, a.k.a Apartamento Los Estudiantes'
- Addow Al-Maraa, a.k.a Enemigo de las mujeres
- Shaqawet Reggala, a.k.a Travieso Los Hombres
- "Mawwal" en Sabah, la Cantante Libanesa (Balada)

- Al-Aib, a.k.a Vergüenza
- Endama Nohheb, a.k.a Cuando Amamos
- Gareema fil-Hayy al-Hadi, a.k.a La delincuencia en el barrio más Tranquilo
- Al-Qobla al-Ájira, a.k.a El Último Beso

- Baba Ayez Keda, a.k.a. Papá Quiere, Así Que
- Hawwaa ala al-Tareeq, a.k.a La víspera en La Carretera
- Al-Massageen al-Thalatha, a.k.a Los Tres Prisioneros
- Raw at el-Vitrocerámica, a.k.a La Belleza del Amor.

- El Shoug an el Thalatha
- Nos Sa a Gawaz, a.k.a. la mitad de una Hora de matrimonio

Década de 1970
- Al-Ashrar, a.k.a El Mal De Los Hombres
- Nar al-Shouq, a.k.a La llama de Anhelan
- Al Sarab, a.k.a El Mirage
- Al-Encimera de al-Daaie, a.k.a El Amor Perdido
- Ghoroob wa Shorouq, a.k.a El atardecer y el Amanecer
- Zawga le-Khamsat Regal, a.k.a. Esposa de Cinco Hombres

- Emraa wa Raggol, a.k.a. Una Mujer y un Hombre
- Shay' fi Sadri, a.k.a. Algo en Mi Corazón

- Ebnati al-Aziza, a.k.a. Mi Querida Hija
- Emraa le-Koll al-Regal, a.k.a. Una Mujer de Todos los Hombres
- Saaett al-Sefr, a.k.a. Hora Cero

- Hekayti Maa Al-Zaman, a.k.a. Mi Historia con la Vida
- Ayna Aqli, a.k.a ¿Dónde está Mi Mente

- Oreedo Hallan, a.k.a La Búsqueda De Una Solución
- Youm al-Ahad al-Altas, a.k.a. Domingo Sangriento
- Abadan Lann Aaoud, a.k.a. Nunca Voy A Volver

- Tawheeda

- Ah Ya Leil Ya Zamman, a.k.a. Oh Noche, Oh Vida

- Wa Daa al-Omr Ya Waladi, a.k.a. La Vida Se Ha Ido, Mi Hijo
- Al-Qadi wal-Gallaad, a.k.a. El Juez

- Le-Mann Toshreq al-Shams, a.k.a Para que el Sol se Levanta?

Década de 1980
- Daerrat al-Shakk, a.k.a Círculo de la Sospecha
- Azkeyaa Lakken Aghbeyaa, a.k.a Inteligente Pero Estúpido